# Rectobulimina
Rectobulimina es un género de foraminífero bentónico de la familia Turrilinidae, de la superfamilia Turrilinoidea, del suborden Buliminina y del orden Buliminida. Su especie tipo es Rectobulimina carpentierae. Su rango cronoestratigráfico abarca el Maastrichtiense (Cretácico superior).

## Discusión
Clasificaciones previas incluían Rectobulimina en el suborden Rotaliina del orden Rotaliida.

## Clasificación
Rectobulimina incluye a la siguiente especie:
- Rectobulimina carpentierae †